# Plaszt (szervezet)

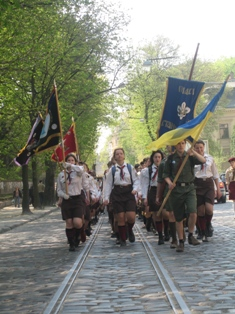
Plaszt-csoport felvonulása

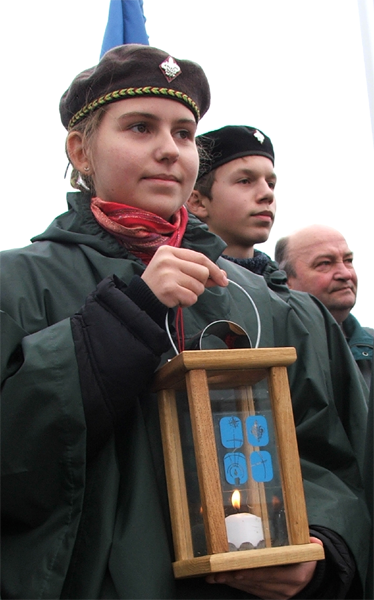
Ukrajnai Plaszt csapattag (plasztunka) a betlehemi béke kék színével az ukrán-lengyel határon

A Plaszt Ukrán Nemzeti Cserkész Szervezet (ukránul: Пласт Національна Скаутська Організація України), vagy röviden Plaszt a legnagyobb cserkész szövetség Ukrajnában. A Plaszt jelképe az ukrán kiscímer (trizub) és a cserkészliliom kombinációjából áll. Elnevezése az ukrán plasztun (пластун) szóból ered, amelyet a kozák gyalogos harcos megnevezésére használtak.

## Története

### A kezdetek
Az ukrajnai cserkész mozgalom kezdetei az 1900-as évek első évtizedéig nyúlnak vissza. Az első ukrán cserkészköröket 1911-ben alapították Olekszandr Tiszovszkij, Ivan Csmola, és Petro Franko, akik nagy hangsúlyt fektettek az ukrán nemzeti sajátosságok és az ukrán kultúra ápolására. Robert Baden-Powell, a Scouting for Boys című könyv szerzője és a cserkészmozgalom megalapítója írásai alapján a Plaszt hazafias ifjúsági szervezetet a Lvivi Akadémiai Gimnáziumban szervezte meg dr. Olekszandr Tiszovszkij. A szervezet hivatalos születésnapja 1912. április 12., amikor az első cserkészegység tagjai letették az esküt. Az első világháborúig főként Galíciában, kisebb részben Közép- és Kelet-Ukrajnában is közel 30 kureny alakult. A háború idején a Plaszt tagjainak jelentős része harcolt a K.u.K. hadseregének részeként működő Ukrán Szics Lövészek egységeiben, a Galícia Hadseregben, valamint sokuk tevékenyen részt vett az Ukrán Népköztársaság megalapításában és az állam szervezeteinek működtetésében.

### A két világháború közti időszak
A független ukrán köztársaság bukása után az ukrán területek több ország – Oroszország, Lengyelország, Csehszlovákia és Románia  – birtokába kerültek, és a cserkész szervezetek működése az egyes államok eltérő hozzáállása következtében máshogyan alakult. A középső és keleti területeken a szovjet rendszer megszilárdulása, illetve az Ukrán SZSZK megalakulásával a Plaszt tevékenysége ellehetetlenült, a szervezet tevékenységét betiltották. A Plaszt csak a Nyugat-Ukrajnában, a lengyel uralom alatt lévő Galíciában és Volinyban, a Romániához tartozó Bukovinában, illetve a Csehszlovákiához csatolt Kárpátalján tevékenykedhetett szabadon.
Szinte minden falu és város iskoláiban, templomaiban, valamint a Proszvita szervezeteiben is megjelentek a hazafias körök. A tagok túrákat és táborozásokat szervezetek. A tábor Szokol városban volt, ahol az Andrej Septickij által adományozott területen azonos nevű telephelyet alapítottak. Később a lengyel hatalom számára a fiatalság hazafias nevelése nemkívánatossá vált, ezért a Plasztot 1928-ban Volinyban, 1930-ban pedig Galíciában betiltották. Ettől az időtől kezdve a Plaszt a lengyel területeken titokban működött tovább. Az 1930-as években a Plaszt csak Kárpátalján működhetett, a  második világháború kitörésével tevékenységét azonban ott is beszüntette. A háború alatt történtek kísérletek a Plaszt ukrajnai újjászervezésére, de a megszálló német hatóságok nem engedélyezték.

### A II. világháború után
A II. világháború után számos ukrán emigráns telepedett le Németországban és Ausztriában. Ezeken a helyeken a Plaszt felújította tevékenységét. Körök  alakultak, táborokat szervezetek, újságokat adtak ki. Ebben az időben a Plaszt vezető szerve Münchenben működött. Később más nyugati és amerikai országban is alakultak emigráns ukrán cserkész szervezetek. Az 1950-es évek elején a világ hat országában hoztak létre államilag elismert Plaszt szervezeteket. Az egység megőrzése érdekében 1954-ben megszervezték az Ukrán Plaszt Szervezetek Konferenciáját, amelyet a világ Plaszt-vezetősége megválasztására és a szervezet globális irányítására hívnak össze.

## A szervezet újjászületése
1990-re alakultak ki azok a feltételek, amelyek lehetővé tették, hogy a Plaszt visszatérjen szülőhazájába. Az ukrán diaszpórában megmaradt módszertani anyagoknak köszönhetően megteremtődött a szervezet újjászületésének lehetősége. 1990 decemberében hivatalosan is megalakul Lvivben a Plaszt-közösség, amelynek ma közel 1000 tagja van és a világ legnagyobb Plaszt szervezetei közé tartozik.
A lvivi Plaszt-tagok minden évben számos akciót bonyolítanak le, amelyek közül sokat már hagyományként tartanak számon. Ilyen a Betlehemi Békeláng Ukrajnai Terjesztését, a húsvéti jótékonysági akciókat, Szent Miklós napját és sok más napot is, a Plaszt tevékenységének sokéves fesztiválját „A Plaszt-tag napját”, téli sí- és nyári gyalogtúrákat, vízi és szárazföldi táborokat és sok egyebet is.
Napjainkban a világ kilenc országában működik hivatalos Plaszt-közösség: Ukrajnában, az Amerikai Egyesült Államokban, Ausztráliában, Kanadában, Németországban, Nagy-Britanniában, Lengyelországban, Szlovákiában és Argentínában. A világ számos országaiban találhatók azonban olyan kisebb Plaszt-közösségek, amelyek nem tömörültek nagyobb szervezetekbe.

## Külső hivatkozások
- A Plaszt Ukrán Nemzeti Cserkész Szervezet honlapja